# Pinacoïde
Pinacoïdal

Pinacoïde de symétrie centrale. Les faces pinacoïdales sont en gris.

Un pinacoïde, du grec πινάκιον (« plaque, tablette »), est une forme délimitée par des plans parallèles. Le terme est surtout utilisé en cristallographie et en minéralogie.
L'adjectif pinacoïdal signifie « du pinacoïde » :
- une face pinacoïdale est une face du pinacoïde ;
- la classe pinacoïdale est, dans la nomenclature de Groth, la classe cristalline correspondant au groupe d'espace no 2 (groupe ponctuel 1).

Dans un cristal bien formé, deux faces pinacoïdales sont symétriques l'une de l'autre par rapport à un centre, un axe de rotation d'ordre 2 ou un miroir. Les faces pinacoïdales sont en général parallèles à deux des axes cristallographiques, à trois dans le cas du système hexagonal.
- Dans les systèmes possédant un axe de rotation d'ordre 3, 4 ou 6 (systèmes trigonal, tétragonal et hexagonal), le pinacoïde {001} — {0001} pour le système hexagonal — est parallèle au plan des petits axes, dit plan de base. Les faces pinacoïdales correspondantes sont dites basales.
- Dans le système orthorhombique, on distingue trois jeux de faces pinacoïdales : les faces pinacoïdales basales (parallèles à la plus petite face de la maille), les faces macropinacoïdales (parallèles à la face de plus grande diagonale) et les faces brachypinacoïdales (parallèles à la troisième face de la maille).
- Dans le système monoclinique, on distingue les faces basales ou orthopinacoïdales {010} et les faces clinopinacoïdales {h0l}.
- Dans le système triclinique, tous les cristaux bien formés du type hémièdre (classe pinacoïdale) présentent une combinaison de pinacoïdes, où les faces pinacoïdales {hkl} peuvent être réparties — comme pour le système orthorhombique — en faces pinacoïdales basales, macropinacoïdales et brachypinacoïdales[1].